# カプルソ
カプルソ（イタリア語: Capurso）は、イタリア共和国プッリャ州バーリ県にある、人口約16,000人の基礎自治体（コムーネ）。

## 地理

### 位置・広がり

#### 隣接コムーネ
隣接するコムーネは以下の通り。
- バーリ
- カザマッシマ
- チェッラマーレ
- ノイカッタロ
- トリッジャーノ
- ヴァレンツァーノ

## 交通

### 鉄道
- スド・エスト鉄道
  - バーリ＝マルティーナ・フランカ＝ターラント線 (it:Ferrovia Bari-Martina Franca-Taranto)